# 丁海春
丁海春（1954年4月—），湖南益阳人。中国人民解放军海军中将。

## 生平
曾任中国人民解放军海军政治部保卫部部长。2006年，接替余书亮任海军指挥学院政治部主任。2007年，接替曲承明任海军旅顺保障基地政委。2009年，接替升任军事科学院副院长的徐莉莉，任海军后勤部政委。2011年12月，接替岑旭任南京军区副政治委员兼东海舰队政治委员。2013年7月，接替改任海军副政委的马发祥任海军政治部主任。2014年底，时任海军副政委马发祥中将因病离世，另一位时任海军副政委王森泰因达到最高服役年限退出现役，丁海春任海军副政委。2016年7月，任海军副政委兼首任海军党委政法委书记。2017年11月，退役。
2007年，授中国人民解放军少将军衔。2013年8月，晋升中将军衔。